# Mi gemela es hija única
Mi gemela es hija única es una telenovela española producida por Grundy Producciones para Telecinco, adaptación de lo que fue la chilena Amores de mercado; consecuentemente, los personajes originales fueron modificados y sus perfiles reescritos para la audiencia española. En su escritura intervinieron, entre otros autores, Ariana Martín, Marta Azcona, Mercedes Rodrigo, Jordi Arencón, Daniel del Casar, Curro Serrano, Carmen Marfà, Benjamín Zafra, Mario Cuesta, Samuel Prado, Tina Olivares y Paula Fernández.
Alien Suite fueron los encargados de poner la sintonía a esta serie con su tema "Luna Venenosa", que forma parte de su primer disco que lleva por nombre el mismo que la banda.

## Argumento
La historia de las hermanas gemelas separadas al nacer, que se reencuentran cuando ya son adultas y deciden intercambiarse. Narra la historia de dos gemelas separadas al nacer que se encuentran años después de forma fortuita e intercambian sus identidades por accidente.
La ficción, cuyo título inicial era "Almas gemelas", es la versión española de "Amores de mercado", serie de origen chileno. Sara y Rebeca, las protagonistas de la serie se adentrarán en dos mundos hasta ahora desconocidos para ellas: las intrigas de una constructora y el día a día de los habitantes de un barrio de clase media. 
Sara y Rebeca viven en dos mundos opuestos: la primera es una aspirante a actriz de origen humilde, decidida, impulsiva y carismática que sueña con ser famosa, mientras su gemela es una ingeniera de familia acomodada, racional y responsable que busca la manera de romper las ataduras de una forma de vida que no ha elegido. El amor por un mismo hombre, el guapo arquitecto Rafael Cazorla, y la fuerza del destino entrelazarán los caminos de estas dos mujeres, idénticas en su aspecto y distintas en su personalidad.

## Elenco
- Alejandra Lorente ... Sara Martínez
- Sabrina Praga ... Rebeca Mendoza
- Carlos García ... Rafael Cazorla
- Carlos Olalla ... Arturo Mendoza
- Raúl Tejón ... Eduardo Garrido
- Maiken Beitia ... Lourdes Irázabal
- Julio Arrojo ... Genaro
- Maite Jiménez ... Toñi
- Esther Gala ... María
- Elizabeth Urbina ... Usnavy Sotomayor
- Yael Guillén  ... Laura

## Episodios y audiencias
| Temporada | Temporada | Episodios | Estreno                | Final               | Audiencia media | Audiencia media | Audiencia media |
| Temporada | Temporada | Episodios | Estreno                | Final               | Espectadores    | Cuota           |                 |
| --------- | --------- | --------- | ---------------------- | ------------------- | --------------- | --------------- | --------------- |
|           | 1         | 33        | 9 de diciembre de 2008 | 23 de enero de 2009 | 1 334 000       | 12,7%           |                 |
|           | 2         | 14        | 31 de enero de 2009    | 1 de marzo de 2009  | 236 000         | 5,9%            |                 |
| Total     | Total     | 47        | 2008                   | 2009                | 785 000         | 9,3%            |                 |

## Versiones
- Amores de mercado (2001), una producción de TVN, fue protagonizada por Álvaro Rudolphy y Angela Contreras.
- Amor descarado (2003), una producción de Telemundo, fue protagonizada por José Ángel Llamas y Bárbara Mori.
- Hey...Yehii To Haii Woh! (2004), una producción de Star One.
- Mia stigmi duo zoes (2007), una producción de Mega Channel.
- Pauwen en reigers (2008), una producción de RTV West.
- ¿Quién es quién?', versión de Telemundo, protagonizada por Eugenio Siller, Danna Paola y Kimberly Dos Ramos y en el rol antagónico Jonathan Islas
- Como tú no hay dos (2020), una producción de Televisa protagonizada por Adrián Uribe, Claudia Martín y Estefanía Hinojosa, con Ferdinando Valencia y Aylín Mújica en los roles antagónicos.
- Nuevo amores de mercado: Es una nueva adaptación chilena realizada por Mega, que compró los derechos a TVN a inicios de 2024. Se estrenó el 25 de noviembre de 2004 y es protagonizada por Pedro Campos, Francisca Walker, Simón Pešutić y Fernanda Salazar